# نوري السري
== نوري إمحمد السري == لاعب كرة قدم ليبي من طرابلس مواليد المدينة القديمة بطرابلس سنة 1955 لعب لفريقي باب البحر و نادي المدينة يلقب في ليبيا باسم ( الرأس الذهبية ) اعتزل لعب كرة القدم سنة 1987 .

## بداياته
بدأ نوري السري ممارسة كرة القدم مثل بقية أقرانه في الأزقة و الشوارع و المدرسة ثم انضم لمدرسة الناشئين تحت إشراف المدرب الوطني و اللاعب السابق علي الزقوزي انضم سنة 1967 لفريق الأشبال بنادي باب البحر تحت اشراف المدرب المبروك فيقة و بعد صدور قرار دمج الأندية سنة 1970 انتقل إلى نادي المدينة

## الرأس الذهبية
هذا الاسم اشتهر به اللاعب نوري السري و ذلك لإجادته تسجيل الأهداف بالرأس حتى أنه في موسم 82\83 حين تحصل على لقب الهداف سجل 17 هدفا منها 9 أهداف بالرأس .

## أوليات
1. أول مباراة له مع نادي المدينة كانت ودية أمام نادي الإتحاد و انتهت بهدف لمثله سجله نوري السري .
2. أول مباراة رسمية له كانت بتاريخ 26 - نوفمبر 11 - 1971 ضد نادي الطيران بنينة و انتهت بفوز نادي الطيران 1-0 .
3. انضم للمنتخب الوطني سنة 1973 باختيار من أوزن تيتوس المدرب الروماني لمنتخب ليبيا لكرة القدم .
4. أول مباراة له مع المنتخب الليبي كانت ضد منتخب تونس بملعب المنزه بتونس بتاريخ 10 نوفمبر 1974 و كانت مناسبة المباراة هي تصفيات التأهل لكأس الأمم الأفريقية و هي مباراة الذهاب و انتهت 1-0 لصالح منتخب تونس .

## إنجازاته الشخصية
1. هداف الدوري الليبي مع نادي المدينة 4 مرات .
2. هداف كأس فلسطين الثالثة سنة 1975 و التي استضافتها تونس .
3. بطل الدوري الليبي مع نادي المدينة مواسم 76\77 - 82\83 .
4. بطل كأس الفاتح الليبي مع نادي المدينة موسم 77\78 .

## إنجازاته مع المنتخب
- القلادة الذهبية في الدورة الإسلامية سنة 1980 و التي استضافتها مدينة إزمير في تركيا .